# Caprulae

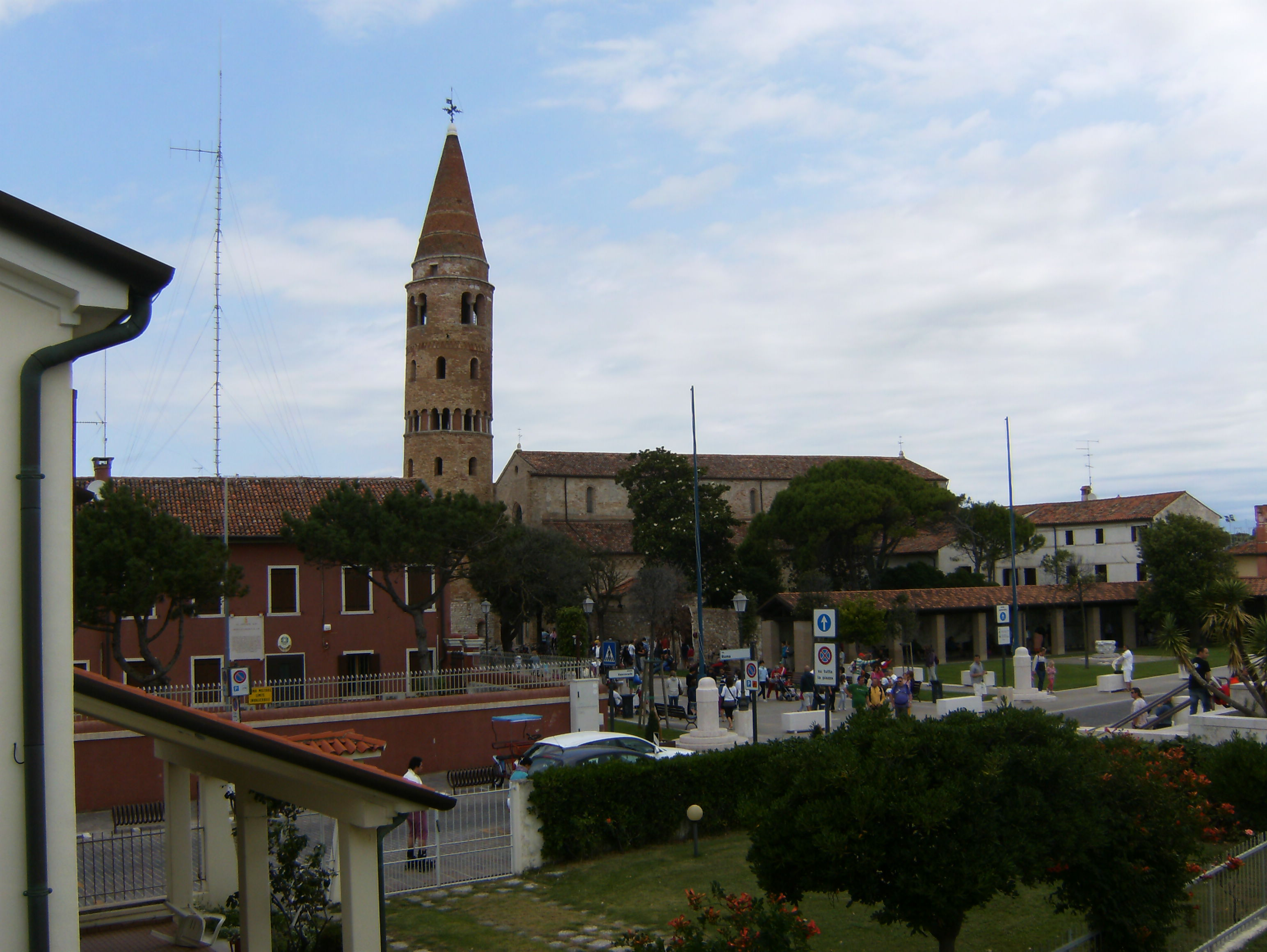
Dawna katedra diecezjalna w Caorle

Caprulae (łac. Caprulanus, wł. Caorle) – stolica historycznej diecezji w Italii erygowanej około roku 600, a skasowanej w 1818.
Współczesne miasto Caorle znajduje się w Prowincji Wenecji we Włoszech. Obecnie katolickie biskupstwo tytularne ustanowione w 1968 przez papieża Pawła VI.

## Biskupi tytularni
| Lp. | Biskup            | Funkcja                                    | Od               | Do                |
| --- | ----------------- | ------------------------------------------ | ---------------- | ----------------- |
| 1   | Georges Kettel    | emerytowany biskup Kabindy (Angola)        | 19 grudnia 1968  | 16 lipca 1972     |
| 2   | John Kinney       | biskup pomocniczy Saint Paul i Minneapolis | 9 listopada 1976 | 28 czerwca 1982   |
| 3   | Egidio Caporello  | sekretarz Konferencji Episkopatu Włoch     | 24 lipca 1982    | 28 czerwca 1986   |
| 4   | Gilberto Agustoni | urzędnik Kurii Rzymskiej                   | 18 grudnia 1986  | 26 listopada 1994 |
| 5   | Juliusz Janusz    | nuncjusz apostolski                        | 25 marca 1995    |                   |